# Galina Buharina
Galina Petrovna Buharina (rusko Галина Петровна Бухарина), ruska atletinja, * 14. februar 1945, Voronež, Sovjetska zveza.
Nastopila je na olimpijskih igrah v letih 1968 in 1972, leta 1968 je osvojila bronasto medaljo v štafeti 4×100 m, leta 1972 pa peto mesto v isti disciplini in se uvrstila v četrtfinale teka na 100 m. Na evropskih prvenstvih je osvojila bronasto medaljo v štafeti 4x100 m leta 1971, na evropskih dvoranskih prvenstvih pa naslova prvakinje v štafetah 4x150 m in 4x200 m, srebrno medaljo v štafeti 4x195 m ter bronasto medaljo v teku na 50 m. Dvakrat je leta 1968 s sovjetsko štafeto postavila svetovni rekord v štafeti 4 x 100 m.